# R Apodis
R Apodis (R Aps) är en stjärna i stjärnbilden Paradisfågeln. R Apodis är en orange jätte med en skenbar magnitud på +5,37 och den ligger på ungefär 428 ljusårs avstånd.
Stjärnan misstänktes länge vara variabel och fick varibelbeteckningen R Aps innan den avfördes från listan över misstänkta variabler.